# 大原雑魚寝
大原雑魚寝（おおはらざこね）は、節分の夜、京都府愛宕郡大原村井出（京都市左京区大原野村町）の江文（えふみ）神社で雑魚寝した風習である。

## 概略
「和漢三才図会」「山城名勝志」などによれば、江文神社の祭神は天三降霊命化神、内裏三十番神のひとつとあるが、また一説に倉稲魂命であるともいう。
里伝によれば、むかし井出の大淵に大蛇がいて、おりおり里に出て、ひとを捕り食らうので村中の男女はひとところに集まって臥て隠れた。
これから雑魚寝がはじまると「大原物語」にはある。
かつて節分の夜、老若男女は産土神の江文神社の拝殿に参籠し、通夜した。
したがってこの夜はいかなる情事があってもみのがしたという。
「にしき木の 立聞きもなき 雑魚寝かな」 蕪村